# 吉祥遍至口和本续
《吉祥遍至口和本续》（西夏語：𘀄𘓄𗄊𗫡𗋈𘜼𗰜𗺓）是藏传佛教经典的西夏文译本，也是目前已知世界上最早的木活字版印本。1991年出土于宁夏贺兰县拜寺沟方塔。现藏宁夏文物考古研究所。
列入第一批中国档案文献遗产。